# Würzburg (радар)
«Вюрцбург» (нім. Würzburg) — родина радарів низького УВЧ діапазону, що були основними наземними радарами спостереження для Люфтваффе, Вермахту й Крігсмаріне під час Другої світової війни. Початкова розробка відбулася до війни, і апарат надійшов на озброєння в 1940 році. Згодом було випущено понад 4000 «Вюрцбургів» різних моделей. Свою назву він отримав від міста Вюрцбург.
Існували кілька різновидів радарів. Перший радар був транспортабельною моделлю, яку можна було скласти для перевезення та швидко запустити в експлуатацію після встановлення та вирівнювання. Моделі A почали надходити на озброєння в травні 1940 року, і протягом наступного року було випущено кілька оновлених версій для підвищення точності, зокрема додавання конічного сканування в моделі D 1941 року. Більший Würzburg-Riese базувався на моделі D, але використовував набагато більший параболічний відбивач для подальшого покращення роздільної здатності, але був стаціонарним.
Британці витратили значні зусилля на протидію цьому типу радарів. Це досягло кульмінації в лютому 1942 року з операцією «Байтінг», під час якої були захоплені компоненти моделі A. Використовуючи інформацію з цих компонентів, Королівські ВВС представили засоби для викидання хибних цілей Window і придушувачі Carpet, щоб заважати їх роботі. Наприкінці війни британці представили перші засоби перешкод, що використовували більш досконалі кутові відбивачі.

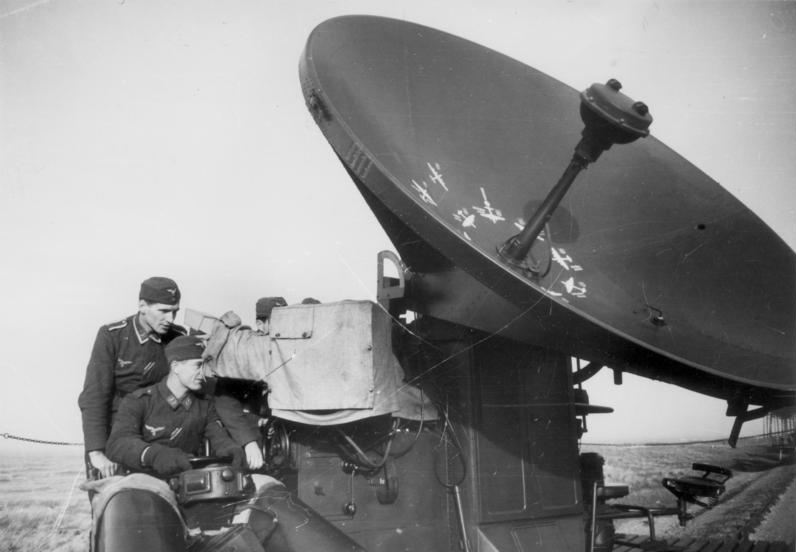
Радар у використанні. Виділяється конічна сканувальна антена.